# Államok vezetőinek listája 1001-ben
Ezen az oldalon az 1001-ben fennálló államok vezetőinek névsora olvasható földrészek, majd országok szerinti bontásban.

## Európa
- Angol Királyság – II. Tanácstalan Ethelred király (978–1016)
- Areláti Királyság – III. Rudolf király (993–1032)
- Bizánci Birodalom – II. Baszileiosz császár (976–1025)
- Bretagne – I. Gotfried Bretagne hercege (992–1008)
- Bulgária – Sámuel cár (997–1014)
- Dánia – I. Villásszakállú Svend király (986–1014)
- Duklja – Iván Vlagyimir herceg (990–1016)
- Gascogne-i Hercegség (Nyugat-Frankföld vazallusa) – I. Bernard herceg (996–1009)
- Hispania –
  - Barcelonai Grófság –III.Borrell gróf  (993–1017)
  - Kasztíliai Grófság – Sancho gróf (995–1017)
  - Córdobai Kalifátus – II. Hisám kalifa (976–1008)
A hatalom tényleges birtokosa: Al-Manszúr ibn Abi Aamir, az előző kalifa főtanácsosa, (978–1002)
  - Leóni Királyság – V. Nemeslelkű Alfonz király (999–1028)
    - Első portugál grófság – II. Mendo gróf (999–1008)

  - Pamplonai Királyság – Interregnum (1000–1004)
  - Pallars grófság – I. Ermengol gróf (992–1010) és I. Suñer gróf (995–1011) társuralkodók
  - Ribagorça grófság – Isarn gróf (990–1003)
- Horvát Királyság – III. Krešimir király (1000–1030); Gojszláv társuralkodó (1000–1020)
- Írország – III. Máel Sechnaill ír főkirály (980–1002)
  - Ailech – Áed mac Domnaill Ua Néill király (989–1004)
  - Connacht – Cathal mac Conchobar mac Taidg, Connacht királya (973–1010)
  - Uí Maine – Tadhg Mór Ua Cellaigh, Uí Maine királya (985–1014)
  - Leinster – Donnchad mac Domnall Claen király (984–1003)
  - Meath – Máel Sechnaill mac Domnaill, Meath királya (975/976–1022)
  - Munster – Brian Boru, Munster királya (978–1014)
- Kaukázus –
  - Ibériai Királyság – II. Gurgen herceg (994–1008)
  - Kaheti Hercegség – Dávid herceg (976–1010)
  - Ani (Örményország) – I. Gagik király (989–1020)
- Kijevi Rusz – I. Nagy Vlagyimir fejedelem (980–1015)
  - Polocki Fejedelemség –
    1. I. Izjaszláv fejedelem (988–1001)
    2. I. Vszeszláv fejedelem (1001–1003)
- Lengyelország – I. Vitéz Boleszláv király (992–1025)
- Magyar Királyság – I. István király (997–1038)
- Német-római Birodalom – III. Ottó császár (983–1002)
  - Német Királyság –
    - Ausztria – I. Henrik őrgróf (994–1018)
    - Bajorország – IV. Szent Henrik herceg (995–1004)
    - Csehország – III. Vöröshajú Boleszláv cseh fejedelem (999–1002)
    - Karinthia – III. Szent Henrik herceg (995–1002)
    - Kölni Választófejedelemség – Szent Heribert érsek (999–1021)
    - Lotaringia –
      - Alsó-Lotaringia – Ottó herceg (991–1012)
      - Felső-Lotaringia – I. Dietrich herceg (978–1026)
      - Fríziai grófság – III. Dirk holland gróf (993–1039)
      - Hainaut-i grófság – IV. Reginár gróf (998–1013)

    - Mainzi Választófejedelemség – Szent Willigis érsek (975–1011)
    - Meißeni Őrgrófság – II. Ekkehard őrgróf (985–1002)
    - Svábföld – II. Herman herceg (997–1003)
    - Szászország – I. Bernát szász őrgróf (973–1011)
    - Trieri Választófejedelemség – Liudolf érsek (994–1008)

  - Itáliai Királyság – 
    - Amalfi Köztársaság – I. Mansone herceg (966–1004)
    - Aquileia – IV. János pátriárka (984–1017)
    - Beneventói Hercegség – II. Öreg Pandulf herceg (981–1014)
    - Capuai Hercegség – VII. Landulf herceg (999–1007)
    - Gaetai Hercegség – III. János herceg (984–1008)
    - Milánó – Arnolfo da Arsago milánói érsek (998–1018)
    - Nápolyi Hercegség – IV. János herceg (999–1002)
    - Salernói Hercegség – III. Guaimar herceg (994–1027)
    - Spoletói Hercegség –
      1. Nagy Hugó őrgróf (989–1001)
      2. Interregnum (1000–1004)

    - Toszkána –
      1. Nagy Hugó őrgróf (961–1001)
      2. Interregnum (1000–1004)

    - Velencei Köztársaság – II. Pietro Orseolo, dózse (991–1009)
- Norvégia – I. Villásszakállú Svend király (999–1014) – Dánia királya is
- Nyugat-Frankföld – Jámbor Róbert király (996–1031)
  - Angoulême-i grófság – IV. Vilmos gróf (988–1028)
  - Anjou grófság – III. Fekete Fulkó gróf (987–1040)
  - Aquitania – V. Nagy Vilmos herceg (993–1030)
  - Blois-i Grófság – II. Theobald gróf (995–1004)
  - Burgundi Hercegség – I. Henrik herceg (965–1002)
  - Cambrai Grófság – II. Arnulf gróf (967–1007)
  - Champagne – I. István gróf (995–1021)
  - Flamand grófság – IV. Szakállas Balduin gróf (988–1035)
  - Maine-i grófság – III. Hugó gróf (992–1015)
  - Namuri Őrgrófság – I. Albert namuri gróf (974/980–1010)
  - Normandia – II. Richárd herceg (996–1026)
  - Provence – I. Rotbald provence-i gróf (961–1008)
  - Toulouse-i grófság – III. Vilmos toulouse-i gróf (978–1037)
  - Vermandois-i grófság – II. Albert gróf (993–1015)
- Pápai állam – II. Szilveszter pápa (999–1003)
- Skót Királyság – III. Főnök Kenneth király (997–1005)
- Svédország – III. Kincses Olaf király (994–1021/1022)
- Wales –
  - Deheubarth – Cynan ap Hywel király (999–1005)
  - Gwynedd – Cynan ap Hywel király (999–1005)
  - Powys – Llywelyn ap Seisyll király (999–1023)

## Afrika
- Egyiptom – al-Hákim bi-Amr Alláh fátimida kalifa (996–1021)
- Etiópia – Germa Szejum császár (999–1039)
- Ifríkija – Bádísz ibn Manszúr zírida emír (995–1016)
- Makuria – II. Georgiosz király (969–kb. 1002)
- Marokkó (Tanger és a Ríf környéke) – II. Hisám córdobai kalifa (976–1008)
- A hatalom tényleges birtokosa: Al-Manszúr ibn Abi Aamir, az előző kalifa főtanácsosa, (978–1002)

## Ázsia
- Abbászida Kalifátus –
  - Uralkodó – al-Kadir (991–1031)
  - a hatalom tényleges birtokosa: – Bahá ad-Daula buvajhida főemír (989–1012)
  - Perzsia –
  - Uralkodó – Samsz al-Muali Abú l-Haszan Gabúsz ibn Vusmgir zijárida uralkodó (976–1012)
    - Aleppói Emírség – Szaid ad-Daula Szaid hamdánida emír (991–1002)
    - Fárszi Emírség – Bahá ad-Daula buvajhida emír (998–1012)
    - Gorgán és Tabarisztán – Kábúsz Vusmgír zijárida emír (977–1012)
    - Hamadán – Samsz ad-Daula buvajhida emír (997–1021)
    - Horászán – II. Manszúr számánida emír (997–1005)
    - Transzoxánia – Ahmad Naszr al-Hakk Kutb ad-Daula karahánida kán (998–1017)
    - Kermáni Emírség – Bahá ad-Daula buvajhida emír (998–1012)
    - Rajj – Madzsd ad-Daula buvajhida emír (997–1029)
    - Szisztán – I. Khalaf szaffárida emír (963–1002)
- Bizánci Birodalom – II. Baszileiosz császár (976–1025)
- Gaznavida Birodalom – Mahmúd szultán (998–1030)
- India –
  - Csálukja – Szatjasraja Irivabedanga király (997–1008)
  - Csola – I. Rádzsarádzsa Csola király (985–1012)
  - Gudzsarát – Csamundaradzsa király (995–1010)
  - Kamarúpa – Gopála király (990–1015)
  - Keralaputra – I. Bhaszkara Ravivarman király (962–1019)
  - Malwa – Szindhuradzsa király (995–1010)
  - Manipur – Kainou Irengba király (983–1073)
  - Nyugat-Ganga – Rakkasza Ganga király (985–1024)
  - Orissza – II. Mahaszivagupta király (Darmarata) (980–1005)
  - Pála Birodalom – Mahipála király (985–1036)
  - Pratihara – Radzsjapála császár (kb. 960–1018)
  - Szaurastra – I. Kavat király (982–1003)
- Japán – Icsidzsó császár (986–1011)
- Khmer Birodalom –
  1. V. Dzsajavarman, Angkor királya (császára) (968–1001)
  2. I. Udajaditjavarman, Angkor királya (császára) (1001–1002)
- Kína – Csen-cung, Szung császár (997–1022)
- Kitán Birodalom (Liao-dinasztia) – Seng Cung (Shengzōng) császár (982–1031)
- Korea (Korjo-dinasztia) – Mokcsong király (997–1009)
- Mataram Királyság – Dharmavangsza (991–1016)